# Mary Jane Lamond

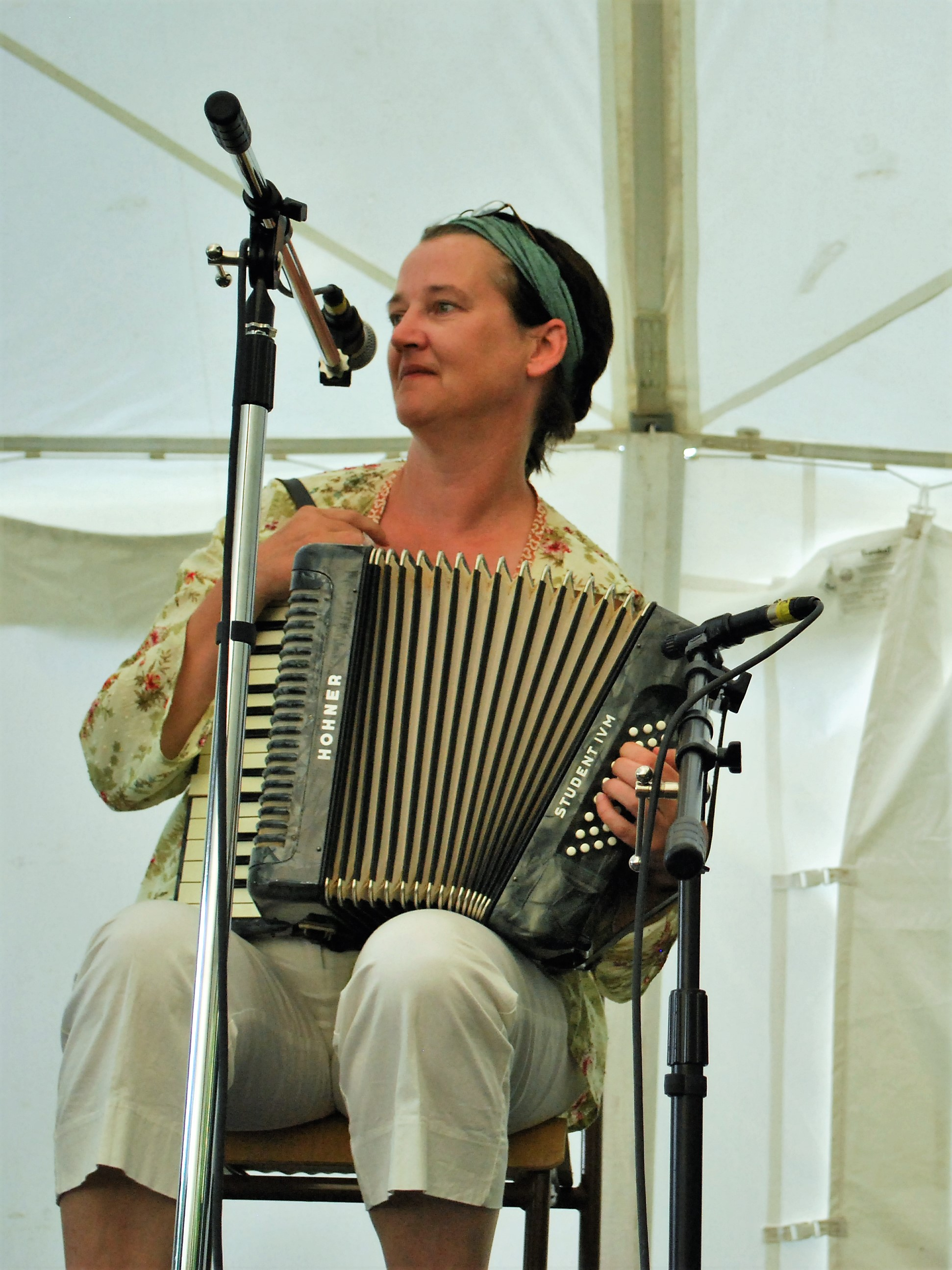
Mary Jane Lamond

Mary Jane Lamond (* 1960 in Kingston, Ontario) ist eine kanadische Folk-Musikerin, die als Interpretin traditioneller gälischer Folksongs der Kap-Breton-Insel bekannt ist. Sie hat einen Abschluss in Celtic Studies an der St. Francis Xavier University in Antigonish, Neuschottland.
Auf Ashley MacIsaacs Erfolgstitel „Sleepy Maggie“ (1995) übernahm Lamond den Gesangspart. Sie erreichte außerdem mit „Horo Ghoid thu Nighean“, der ersten Single ihres Albums Suas e! (1997) einen Top-40-Hit in Kanada. Hierauf folgten 1999 das Album Làn Dùil und 2001 Orain Ghàidhlig, von dem ein Großteil live in North River auf Prince Edward Island aufgenommen wurde. 2005 veröffentlichte sie die abgespeckte Studioaufnahme Storas.
Seit 2000 hat Mary Jane Lamond Titel für Filme und Theaterstücke komponiert, bei Radiosendungen mitgearbeitet und sich an einigen gemeinnützigen Projekten beteiligt. So hat sie sich beispielsweise als Mitglied des „Gaelic Council of Nova Scotia“ (Gälischer Rat Neuschottlands) für den Erhalt und die Wiederbelebung der schottisch-gälischen Kultur auf der Kap-Breton-Insel eingesetzt. Darüber hinaus arbeitet sie als Gälisch-Lehrerin.
2005 steuerte Lamond das Lied „Mo Mhaeli Bheag Og“ zum Wohltätigkeitsalbum Voyces United für die UNHCR bei.

## Diskografie
- Bho Thir Nan Craobh (1994)
- Suas e! (1997)
- Làn Dùil (1999)
- Orain Ghàidhlig (2001)
- Storas (2005)